# 黃頜平鮋
黃頜平鮋，為輻鰭魚綱鮋形目鮋亞目平鮋科的其中一種，為深海魚類，分布於東太平洋阿拉斯加至美國加州北部海域，棲息深度137-375公尺，體長可達58公分，棲息在底層水域，卵胎生，生活習性不明，可做為食用魚。